# Leptometopa rufifrons
Leptometopa rufifrons är en tvåvingeart som beskrevs av Becker 1903. Leptometopa rufifrons ingår i släktet Leptometopa och familjen sprickflugor. Inga underarter finns listade i Catalogue of Life.